# Divisió del Regne de Geòrgia
La divisió del Regne de Geòrgia és un període de la història de Geòrgia que se situa entre el 1490 (data de la dissolució oficial del reialme) i el 1810 (data de l'annexió del regne d'Imerècia per Rússia). Tanmateix, es podria fer remuntar la primera divisió de Geòrgia al 1259, quan el rei David VI, fundà, després que els mongols sotmeteren els territoris de la Transcaucàssia oriental, un reialme independent, Imerècia, que duraria fins a començaments del segle xix.
Aquesta època està caracteritzada per les dissensions familiars de la dinastia governant, un augment en la importancia de la noblesa, el domini efectuat per les forces musulmanes (turcs otomans a l'oest i perses safàvides a l'est) i un caos perpetu en el si del territori georgià.

## Primera partició

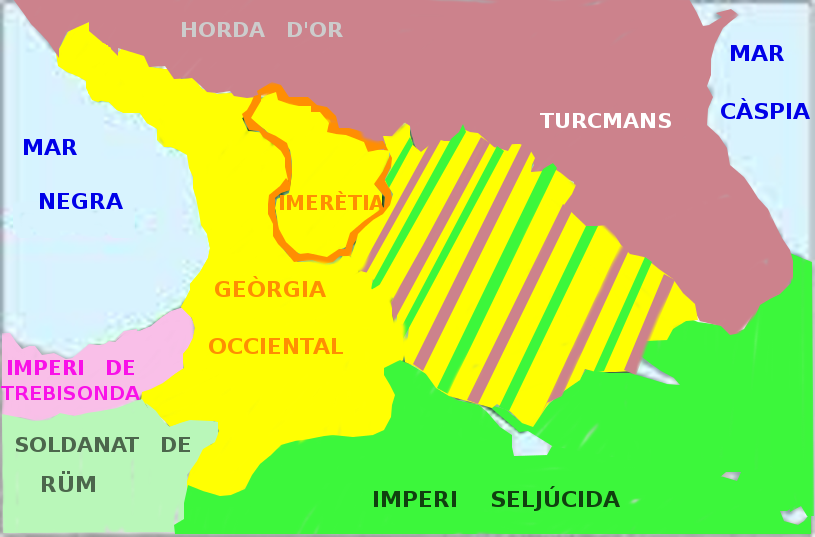
Any 1245, primera partició en dos regions: Geòrgia occidental i Geòrgia oriental, amb l'aparició del regne d'Imerècia.

El 1245, a la mort de la reina Russudan, heretà el tron el seu fill David VI. Aquest regnà durant un període caòtic en què els mongols havien aconseguit reduir el país a l'estat de vassallatge. El 1247, David VI viatjà a la cort de Guyuk per retre-li homenatge i restà retingut durant cinc anys. Trigava tant a tornar que fou declarat mort per la noblesa i, en manca d'hereu al tron, proclamaren rei al cosí homònim David. Un any més tard, se sabé que David VI estava amb el kan, però aquest no destituí el nou rei sinó que repartí el govern entre els dos Davids per evitar futurs problemes amb la noblesa. El rei legítim rebé llavors el sobrenom de Narin («el Jove»), i l'altre el de Ulu («el Vell»). Però David VI Narin refusà de regnar en les condicions proposades pel kan i es revoltà contra el seu cosí i contra el poder mongol, fundant un reialme independent que abastava la part occidental de Geòrgia, Imerècia. Això no obstant, no deixà de fer servir el mateix títol que David Ulu, rei dels georgians.
De mica en mica, la Geòrgia oriental, també aconseguí alliberar-se del domini estranger. Però Imerècia refusà tornar a formar part d'una Geòrgia uinificada. El rei Jordi l'Il·lustre, de la part oriental, decidí recuperar per la força la Geòrgia occidental i el 1330 ocupà la capital, Kutaisi. El rei d'Imerècia, Bagrat I, rebé llavors el títol de duc de Chorapani.
Tanmateix, el 1387, un nou invasor, Tamerlà, començà a fer incursions per Geòrgia i la noblesa d'Imerècia, en aliança amb la de Trebisonda, es rebel·là i prengué com a líder a Alexandre de Xoropan, al qual proclamaren rei. La independència de la Geòrgia occidental mai seria reconeguda per la Geòrgia oriental fins al 1443, quan Imerècia tornà a ser annexada pel Regne de Geòrgia. El rei de Geòrgia, també dit Alexandre donà el 1446 la part occidental en apanatge a Demetri, fill del deposat Alexandre I d'Imerècia, el nomenà eristavi i, passat un temps, li reconegué el títol de rei d'Imerècia.
El regne d'Imerècia caigué ràpidament víctima de forces centrífugues. L'any 1491 un membre dels Dadiani de Mingrèlia i eristavi de Gúria es proclamà príncep independent i hereditari. Vers el 1665, la família Xarvaixidze feu el mateix a Abkhàzia, i vers el 1750 els prínceps Dadeshkeliani a Svanètia. Als segles xvii i xviii, els prínceps de Gúria i de Mingrèlia no dubtaren d'usurpar el tron d'Imerècia.

## Segona partició

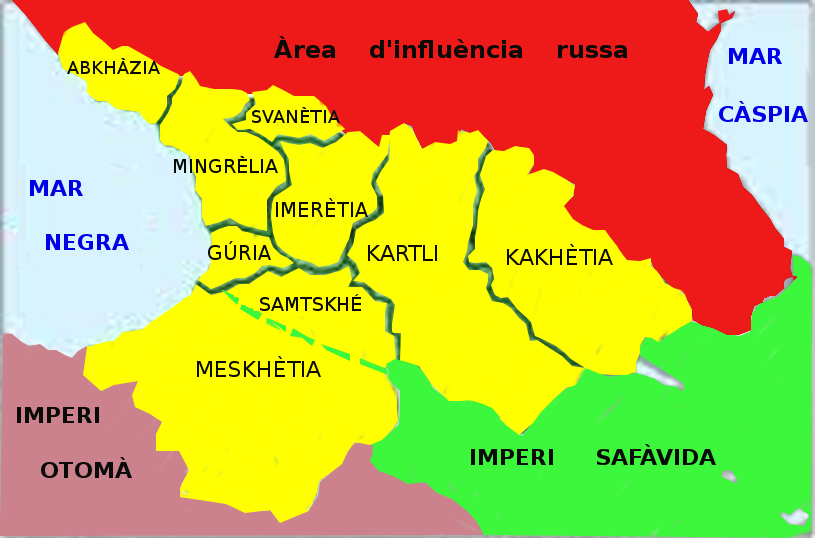
1478-1490: disgregació de Geòrgia en petits estats.

Havent perdut Imerècia, Geòrgia es desintegrà a poc a poc. A finals del segle xiii, estava totalment sotmesa als mongols, i entre els segles xiv i xv els turcmans començaren a efectuar invasions destructives en aquest reialme, i acceleraren la disgregació del país en diversos estats governats pels nobles.
El 1478, a la mort del rei Bagrat VI, el príncep Constantí, que lluitava des de feia temps per la possessió de Geòrgia, esdevingué monarca, amb el nom de Constantí II. El 1488, deu anys més tard, per tal d'assegurar la seva descendència en el tron, associà el seus quatre fills David, Jordi, Bagrat i Demetri al govern. Per altra banda, malgrat les mesures que prengué per provar de reunificar Geòrgia, només obtingué el control sobre la part central del país i els dos darrers anys de la Geòrgia unificada foren deguts a les insistents peticions de suport a les potències europees per estar units contra l'avanç dels musulmans. Efectivament, durant el seu regnat igual com havia passat durant els precedents, els turcs devastaren el país. Constantí II perdé el control sobre l'oest de Geòrgia, que caigué en mans dels invasors, mentre que l'est no trigà gaire a caure en mans dels turcmans. Finalment, el rei no pogué emprendre la reunificació que s'havia proposat i aplegà els nobles en un gran consell nacional, acte que oficialitzà la dissolució del regne de Geòrgia i la creació de tres estats: el Kartli, Kakhètia i Imerècia, el 1490

## Regne de Kartli
La mateixa noblesa que dividí Geòrgia proposà conservar Constantí II en el tron de Kartli, territori que corresponia a l'antic Regne d'Ibèria, el nucli d'on havia sorgit Geòrgia. Constantí provà en va recuperar els antics territoris georgians, però fracassà, topant sempre amb una defensa aferrissada efectuada per la noblesa musulmana i els turcs otomans. Constantí, després d'apel·lar per darrera vegada als monarques espanyols, abdicà el 1505 i el seu primogènit David X el succeí. Aquest seria el primer sobirà en portar el títol de rei de Kartli i abandonà l'ús dels antics títols pomposos dels monarques georgians. Però en comptes de reforçar i engrandir el seu reialme, contribuí a una nova divisió interna. Un cop arribat al tron, volé apoderar-se per les armes de la Geòrgia oriental, però fracassà estrepitosament i hagué de compartir la frontera amb l'enemic, Kakhètia, i donar en apanatge la regió de Mukhrani al seu germà menor, Bagrat. Oficialment, el principat de Mukhrani era vassall de Tblisi, però amb els anys adquirí una certa autonomia que seria important. Quan Rússia annexà Karthli i Kakhètia el 1801, els prínceps georgians continuarien portant el títol de príncep de Mukhrani.

## Principat de Samtskhé i Saathabago
La família feudal dels Jaqeli tenia el govern hereditari de Samtské i de Saathabago, territoris que corresponien parcialment a l'actual província de Samtskhé-Djavakhètia amb els títols de duc i conestable de Meskhètia, des dels inicis del segle xiii. En l'època de la invasió dels mongols, els ducs Sargis I, Béka I i Sargis II Jaqeli feren secessió del 1269 al 1334 i regnaren com a vassalls directes dels ocupants. Mitjançant la intervenció de Jordi V de Geòrgia, la mare del qual era una Jaqeli, la regió tornà pacíficament dins el regne georgià.
Al segle xv, l'ambiciós Qvarqvaré III Jaqeli participà activament en la disgregació del Regne de Geòrgia i se'n proclamà independent el 1466. Els seus descendents, sotmesos a la pressió del cap otomà Beka III Jaqeli, es convertiren a l'islam a començaments del segle xvii. Continuaren governant però amb el títol de paixà d'Akhaltsikhé fins a l'annexió a l'Imperi Otomà el 1750. Poc després, el 1829 el territori seria annexat per l'Imperi Rus. La població, els meskhetis, fou fortament islamitzada durant l'època dels prínceps musulmans

## Regne de Kakhètia

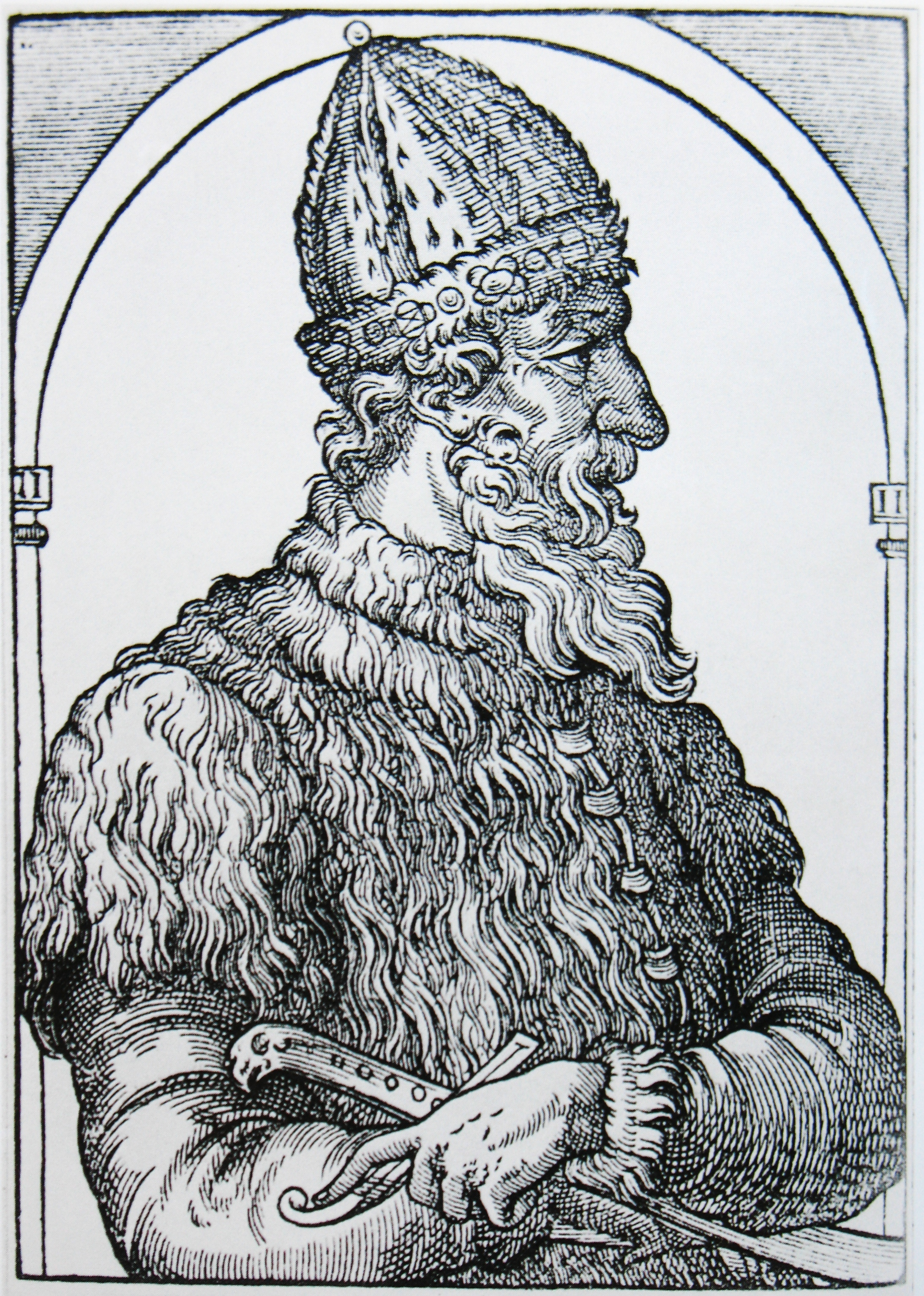
En la dècada del 1490, el gran príncep de Moscou Ivan III refusà de venir en suport dels cristians de Geòrgia.

La història de Kakhètia es pot considerar una barreja de la d'Imerècia i la de Kartli. Aquesta regió oriental de Geòrgia havia estat la seu d'un principat i després d'un reialme independent. El Regne d'Ibèria fou envaït pels perses sassànides l'any 580. Llavors, Adarnases I, fill i hereu del darrer rei Bakur III d'Ibèria, rebé en feu la part que havia estat ocupada. Esdvingut príncep de Kakhètia, inicià una successió hereditària relacionada amb aquest títol. El seu net, Adarnases II es rebel·là contra els àrabs, que havien succeït als perses en el domini, i demanà aliança a l'Imperi Romà d'Orient. El 787, un noble local, Grigol, es feu proclamar príncep i bisbe de la regió i fundà una monarquia electiva que duraria fins al 893, data en què el príncep Ciríac adoptà el títol de príncep hereu. En aquesta data, el principat de Kakhètia esdevingué independent i no se sotmeté a cap dels reialmes veïns, situació que es mantingué fins al 1010, quan Bagrat III, primer sobirà de la Geòrgia unificada ocupà la regió. Després d'una breu independència entre el 1014 i el 1029, Kakhètia fou annexada un altre cop a Geòrgia. Tanmateix, passats alguns mesos, el príncep armeni Gagik Bagration conquerí Kakhètia i se'n proclamà rei. Aquesta monarquia hereditària durà fins al 1105, quan David IV de Geòrgia prengué definitivament el control de la regió.
La història de la segona Kakhètia independent comença el 1466. En aquesta data el rei Jordi VIII de Geòrgia, que havia estat captiu tres anys pel príncep Qvarqvare III Jaqeli de Samtskhé amb motiu de la revolta d'aquest, fou substituït per un nou sobirà. L'antic rei provà llavors de recuperar el seu reialme que havia quedat en mans del seu cosí Bagrat VI. Pero fracassà en aquest objectiu i hagué de refugiar-se en el seu feu de la Geòrgia oriental. Declarà llavors la independència de Tbilisi i intentà reorganitzar el país. Això no obstant, el Regne de Geòrgia no reconegué mai Kakhètia com a estat independent. El 1476, el seu fill Alexandre el succeí, i demanà el seu reconeixement com a sobirà d'una Kakhètia independent a les potencies musulmanes però aquests l'obligaren a retre vassallatge el 1477. Llavors, mitjançant diplomàcia es congracià amb el regne cristià de Geòrgia, el rei del qual convocà el 1490 un gran consell nacional en què fou reconegut com a rei de Kakhètia. Temps després obrí negociacions diplomàtiques amb Rússia, que començava a ser una potència en aquella zona. Però aquesta aliança no pogué salvar el territori de l'amenaça persa i el 1501 Kakhètia es reconegué territori vassall d'Ismaïl I.

## Divisió de l'Església
A la fragmentació política del Regne de Geòrgia anà unida l'esfondrament de la influència del patriarcat.
A Samtskhé s'inicià el primer moviment de separació de l'Església sota Qvarqvaré III Jaqeli i Mzetchabuk Jaqeli. La Geòrgia meridional pregué una posició a mig camí, proclamant només la seva autonomia; tanmateix l'afebliment de l'Església que en resultà portaria com a conseqüència la islamització més endavant dels meskets.
A la Geòrgia occidental, el rei Bagrat II d'Imerècia no dubtà a efectuar la separació eclesiàstica. L'escissió es produí sota el patriarca Miquel IV, del 1454 al 1476, que elevà a la dignitat de catolicós d'Abkhàzia a Joaquim, arquebisbe de Tsaich-Bedia. Amb el suport del rei Bagrat II d'Imerècia. Miquel IV sotmeté l'Església d'Abkhàzia al patriarcat d'Antioquia.
La jurisdicció espiritual del nou catolicós d'Abkhàzia s'estengué al regne d'Imerècia, en els principats de Gúria, Mingrèlia, Svanètia fins a la seva supressió el 1814, després de l'ocupació d'Imerècia per l'Imperi Rus.

## Entre la desaparició i la reunificació

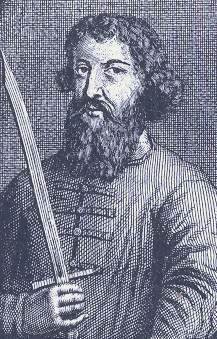
El príncep Artxil Batonichvili serví d'instrument per la unificació efímera de Geòrgia al.

Mentre que els anys passaven i els musulmans envaïen de mica en mica les terres georgianes, alguns sobirans, considerats avui dia patriotes, temptaren de reunificar l'antic Regne de Geòrgia. A partir del 1510, el jove rei David X de Kartli engegà un projecte de reunificació. El 1513, reeixí en vèncer i capturar al rei de Kakhètia, Jordi el Malvat. Així es creà un regne unificat, encara que efímer, ja que acabà el 1520, quan la noblesa de la Geòrgia oriental es rebel·là i vencé al rei de Kartli.
Més endavant, al segle xvii, un altre rei georgià, Teimuraz I de Kartli, provaria de fer la reunificació. Símbol de la resistència nacional contra els safàvides, aquest rei fou escollit per la noblesa de Kartli com a sobirà. Després d'una guerra contra els perses, fou finalment reconegut rei de la Geòrgia oriental pels safàvides el 1625, però seria privat del Kartli uns mesos més tard. Quan el 1629 tornava a ser el sobirà de la Geòrgia central, fou destronat i relegat a Kakhètia pel xa Safi, qui posà el govern de Kartli en mans del príncep georgià musulmà Rustam, i després a un governador persa. Després d'un exili de tres anys a Imerècia, Téimouraz aplegà un exèrcit i tornà al seu lloc d'origen el 1636. Tanmateix, el seu antic enemic Rustam envaí els seus dominis i els annexà al seu reialme, el rei hagué de retornar a Imerècia, mentre que la Geòrgia oriental es reunificava.

Blasó representatiu del regne de Kartli-Kakhètia.

Alguns anys més tard, el rei musulmà de Kartli, Vakhtang V, aconseguí organitzar una unificació de facto de tota Geòrgia. El 1661, aprofità el caos que regnava a Imerècia que durava més d'un any, i envaí la Geòrgia occidental. Instal·là al tron d'Imerècia el seu primogènit Artxil, que tenia només 14 anys, i aquest es reconegué vassall del seu pare. En aquell moment, els otomans, que havien rebut des del trencament amb l'esfera d'influència persa ja feia gairebé un segle, intercanvis amb Imerècia, consideraren aquest acte una declaració de guerra dels safàvides. Pressionaren els seus enemics orientals per restablir la sobirania otomana en la Geòrgia occidental. Llavors, el 1663, el xa Abbas II feu destronar el fil del seu vassall i li oferí en compensació la Kakhètia, territori vassall de l'Imperi Persa des de feia trenta anys.
A partir d'aquest moment, la història de la Geòrgia oriental no seria més que un seguit de temptatives de reunificació. Diversos prínceps prendien el títol de rei de Geòrgia oriental, però cap no gosà apropiar-se de la feble Imerècia, que restà sota control otomà. Finalment, després d'un llarg període de problemes, la Geòrgia oriental es retrobà unificada. El 1762, el rei de Kakhètia Irakli II tornà a ser senyor dels dos territoris quan el seu pare, que era sobirà de Kartli, Teimuraz II li ho cedí. La relegació dels dos reialmes subjectes als perses a l'estatus de províncies d'un regne georgià unificat garantí la unificació tan desitjada pels monarques (però impedida per la noblesa i els perses). El mateix sobirà creà un regne poderós, en rebutjar la sobirania persa i cercant un apropament al regne cristià de Rússia, signant el tractat de Gueórguievsk el 1783. El rei morí el 1798 i deixà en mans del seu fill Jordi la tasca de restablir el reialme de les ferides causades pels musulmans a la cultura georgiana al llarg dels segles. Però Jordi morí després d'un breu regnat de dos anys.

## Desaparició dels estats georgians
En certa manera, la història de la Geòrgia oriental a partir dels anys 1760 capgirà la història del Caucas d'una banda a l'altra. El 23 de juliol del 1783, per distanciar-se de la política de domini dels perses, el rei Irakli II, quan governava el regne unificat de Kartli-Kakhètia, signà un tractat de protecció a Gueorguievsk, en la frontera amb la Ciscaucàssia, amb l'emergent Imperi Rus de Caterina la Gran. Amb aquest tractat es pretenia garantir a la Geòrgia oriental una protecció total respecte dels perses, a canvi els russos nomenarien un nou sobirà per aquest reialme. Rússia es comprometia a assegurar la seguretat els territoris de la Transcaucàssia de l'est i a enviar atribucions reials als monarques de Kartli-Kakhètia. Els georgians, per la seva part, es comprometien a proveir Rússia amb soldats en cas de guerra contra els perses o els turcs. Però la condició principal del tractat era que Rússia tenia prohibit annexar-se Geòrgia.
Això no obstant, Rússia mancà a la seva paraula. A la mort del rei Jordi XII de Kartli i Kakhètia, l'emperador Alexandre I de Rússia no reconegué el príncep hereu David. El 12 de setembre del 1801, el mateix emperador signà el manifest que annexava oficialment el Kartli-Kakhètia. Feu deportar els prínceps reials a Rússia, abans d'emprendre la conquesta de la resta del Caucas. El tractat de protecció del 1783 esdevingué el manifest de la pèrdua de la independència georgiana. El febrer del 1810, l'Imperi Rus annexà el regne occidental d'Imerècia, i després continuà apoderant-se dels petits principats: Gúria (1829), Mingrèlia (1857/1867), Svanètia (1858) i Abkhàzia (1865).